# What in the World
"What in the World" (título de trabajo "Isolation") es una canción escrita por el músico británico David Bowie, publicada en el álbum de 1977, Low.
"What in the World" muestra algunas de las técnicas de producción de Bowie durante su estadía en Berlín. Está canción, como el resto del álbum, muestra los experimentos de Bowie con letras desarticuladas y no lineales con oraciones aparentemente aleatorias y frases de asociación libre.
La canción hace un uso excesivo de sintetizadores, fuertemente influenciadas por el trabajo de Brian Eno, quién colaboró en la creación del álbum. Un sonido parecido a un "blip" comparable a los sonidos hechos más tarde por Pac-Man y el Nintendo Entertainment System suena a lo largo de la canción, que, junto con los solos de guitarra extremadamente rítmicos, crea un ritmo frenético.

## Versiones en vivo
- Actuaciones de la gira The Stage han sido publicadas en Stage (1978) y Welcome to the Blackout (Live London '78) (2018).[3][4]
- Una presentación en vivo durante la gira de Serious Moonlight, filmada el 12 de septiembre de 1983, fue incluida en Serious Moonlight y en la caja recopilatoria Loving the Alien (1983–1988).[5]

## Otras versiones
- The Blue Guitars – What in the World EP (1992)
- Red Hot Chili Peppers – en vivo

## Créditos
Créditos adaptados desde las notas del álbum.
- David Bowie – voz principal
- Iggy Pop – coros
- Ricky Gardiner – guitarra líder
- Carlos Alomar – guitarra rítmica
- George Murray – bajo eléctrico
- Dennis Davis – batería y percusión
- Brian Eno – sintetizador ARP, Rimmer EMI
- Roy Young – piano,	Farfisa